# بیرین، حماة
بیرین (به عربی: بیرین) یک روستا در سوریه است که در ناحیه حربنفسه واقع شده‌است. بیرین ۲٬۵۹۷ نفر جمعیت دارد.